# Marianka (Łódź)
Marianka [pronunciación en polaco: /maˈrjaŋka/] es un pueblo en el distrito administrativo de Gmina Żychlin, dentro del Distrito de Kutno, Voivodato de Łódź, en Polonia central. Se encuentran aproximadamente 4 kilómetros al sudeste de Żychlin, 20 kilómetros al este de Kutno, y 51 kilómetros al norte de la capital regional, Łódź.